# Tidericus
Tidericus, död 2 juli 1350 i Visby på Gotland, var en man som avrättades anklagad för att ha fört digerdöden till Gotland genom att ha förgiftat brunnarna och som för detta brändes på bål. Han är en av få personer i Sveriges historia som har bränts på bål.
Tidericus arresterades i Visby på Gotland, där digerdöden hade brutit ut. Han anklagades för att ha spridit digerdöden till Gotland genom att ha förgiftat brunnarna.  I en skrivelse från stadsrådet i Lübeck till hertig Otto av Lüneburg redogörs för hur "giftblandaren" Tidericus hade färdats omkring i Tyskland och förgiftat brunnar med pest med hjälp av ett gift han fått från judarna Aaron och Moses. Deras syfte anges ha varit att "förgifta hela kristenheten". Tidericus dömdes som skyldig till anklagelsen och dömdes till bränning på bål. Avrättningen verkställdes i Visby den 1 juni 1350.
Under våren 1350 nåddes Rostock av nyheten via brev att Visby hade arresterat nio män för massförgiftning. Två av dem angavs vara präster, som anklagades för att ha förgiftat kyrkmässans handlin, som församlingsborna kysste under mässan, medan de övriga angavs ha varit orgelbyggare. Brevet angav också att även judar i Visby hade gjort sig skyldiga till samma sak. De anklagade ska under tortyr ha bekänt att de hade förgiftat brunnar i Stockholm, Västerås och Arboga med pest. Åtminstone fem av de nio anklagade ska sedan ha blivit avrättade. Dessa avrättningar är dock osäkert belagda. Dessutom fanns det inga judar i Sverige under denna tid, såvida man inte menade judiska köpmän på genomresa.
Dessa beskyllningar är ett svenskt exempel på den hysteri som spred sig i Europa under digerdöden. Ett vanligt rykte var att pesten orsakades av att judarna hade förgiftat brunnarna med pest för att utrota kristenheten. Konsekvensen av detta var att nästan hela den judiska befolkningen i det tysk-romerska riket massakrerades. Mellan november 1348 och september 1349 blev nästan alla judar mellan Köln och Österrike tillfångatagna av lynchmobbar som brände dem levande.